# Guilherme Weisheimer
Guilherme Weisheimer (Porto Alegre, 22 ottobre 1981) è un ex calciatore brasiliano, centrocampista o attaccante.

## Carriera
Ha giocato nella massima serie dei campionati brasiliano, greco e cipriota.

## Palmarès

### Club

#### Competizioni nazionali
- Coppa del Brasile: 1

Gremio: 2001

#### Competizioni statali
- Campionato Gaúcho: 2

Gremio: 1999, 2001